# Aeroportul Municipal Bartow
Aeroportul Municipal Bartow (IATA: BOW, ICAO: KBOW, FAA LID: BOW) este un aeroport din Comitatul Polk, Florida, Statele Unite ale Americii ce deservește zona Bartow⁠(d). Aeroportul a fost tranzitat în 2019 de 24 de pasageri. A fost numit după zona deservită.
Situat la o altitudine de 38 m, aeroportul dispune de 3 piste.

## Infrastructură

### Piste
Aeroportul dispune de 3 piste: 
- pista 05/23 din asfalt, cu dimensiunile 5.000 picioare × 100 picioare
- pista 09L/27R din asfalt, cu dimensiunile 5.000 picioare × 150 picioare
- pista 09R/27L din asfalt, cu dimensiunile 4.400 picioare × 150 picioare